# ESC Clermont Business School
ESC Clermont Business School er en europæisk business school med campusser i Clermont-Ferrand. ESC Clermont blev placeret på en 95. plads blandt de europæiske business schools i 2019 af Financial Times. ESC Clermont har ligeledes et PhD-program såvel som adskillige Master-programmer inden for specifikke managementområder, såsom marketing, finans eller iværksætteri. 
ESC Clermont programmer har de tre internationale akkrediteringer AMBA, EPAS og AACSB. Skolen har over 13.000 alumner inden for handel og politik, herunder Jean-Pierre Caillard (CEO Groupe Centre-France La Montagne) og Claude Wolff (Borgmester i Chamalières).